# Тілішка (комуна)
Тілішка (рум. Tilișca) — комуна у повіті Сібіу в Румунії. До складу комуни входять такі села (дані про населення за 2002 рік):
- Род (465 осіб)
- Тілішка (1197 осіб) — адміністративний центр комуни

Комуна розташована на відстані 233 км на північний захід від Бухареста, 23 км на захід від Сібіу, 109 км на південь від Клуж-Напоки, 138 км на захід від Брашова.

## Населення
За даними перепису населення 2002 року у комуні проживали 1662 особи.
Національний склад населення комуни:
| Національність | Кількість осіб | Відсоток |
| -------------- | -------------- | -------- |
| румуни         | 1655           | 99,6%    |
| цигани         | 6              | 0,4%     |
| угорці         | 1              | 0,1%     |

Рідною мовою назвали:
| Мова      | Кількість осіб | Відсоток |
| --------- | -------------- | -------- |
| румунська | 1656           | 99,6%    |
| циганська | 5              | 0,3%     |
| угорська  | 1              | 0,1%     |

Склад населення комуни за віросповіданням:
| Релігія            | Кількість осіб | Відсоток |
| ------------------ | -------------- | -------- |
| православні        | 1661           | 99,9%    |
| не вказали релігію | 1              | 0,1%     |